# Öronduva
Öronduva (Zenaida auriculata) är den vanligaste och mest spridda duvan i Sydamerika.

## Utseende
Öronduvan är i stort en sydlig motsvarighet till spetsstjärtad duva i Nordamerika, med ljust gråbrun dräkt, glänsande fläck på halsen, svarta fläckar på vingar och hals samt rödaktiga ben. Jämfört med denna har dock öronduvan påtagligt kortare stjärt. Den är större än sparvduvorna och slankare än duvor i släktet Leptotila som också saknar de svarta vingfläckarna.

## Utbredning och systematik
Öronduvan förekommer i stora delar av Sydamerika, men även i Små Antillerna. Den delas upp i elva underarter med följande utbredning:
- Zenaida auriculata rubripes – förekommer i Små Antillerna och Trinidad och från centrala Colombia till Venezuela och norra Brasilien
- Zenaida auriculata hypoleuca – förekommer på torra stränder i västra Ecuador och västra Peru
- Zenaida auriculata caucae – förekommer i västra Colombia (Cauca Valley)
- Zenaida auriculata antioquiae – förekommer i de norra centrala delarna av Anderna och i Colombia (Antioquia)
- Zenaida auriculata ruficauda – förekommer från östra Anderna i Colombia till västra Venezuela (Merida)
- Zenaida auriculata vinaceorufa – förekommer i Nederländska Antillerna (Curaçao, Aruba och Bonaire)
- Zenaida auriculata jessieae – förekommer på stränderna i de nedre delarna av Amazonfloden nära Santarém
- Zenaida auriculata marajoensis – förekommer på öarna Marajo och Mexiana i mynningen av Amazonas
- Zenaida auriculata noronha – förekommer i nordöstra Brasilien (Maranhão, Piauí, Bahia), och på ön Fernando de Noronha
- Zenaida auriculata virgata – förekommer från Bolivia till centrala Brasilien, Uruguay och Argentina till Tierra del Fuego
- Zenaida auriculata auriculata – förekommer i centrala Chile (Atacama till Llanquihue) och västra centrala Argentina

Öronduvan är närbesläktad med den nordamerikanska spetsstjärtade duvan. Den är i huvudsak en stannfågel som häckar från Colombia till södra Argentina och Chile, och på kustnära öar, från Grenadinerna och söderut. Vissa populationer är partiella flyttfåglar som flyttar beroende på födotillgång.

## Levnadssätt
Öronduvan är en mycket vanlig och vida spridd duva som hittas från havsnivå ända upp till 4000 meters höjd. Den ses ofta i flockar, i öppna områden som odlingsfält, byar, städer och buskrika områden.

## Status och hot
Arten har ett stort utbredningsområde och tros öka i antal. Internationella naturvårdsunionen IUCN listar den därför som livskraftig (LC).

## Bilder

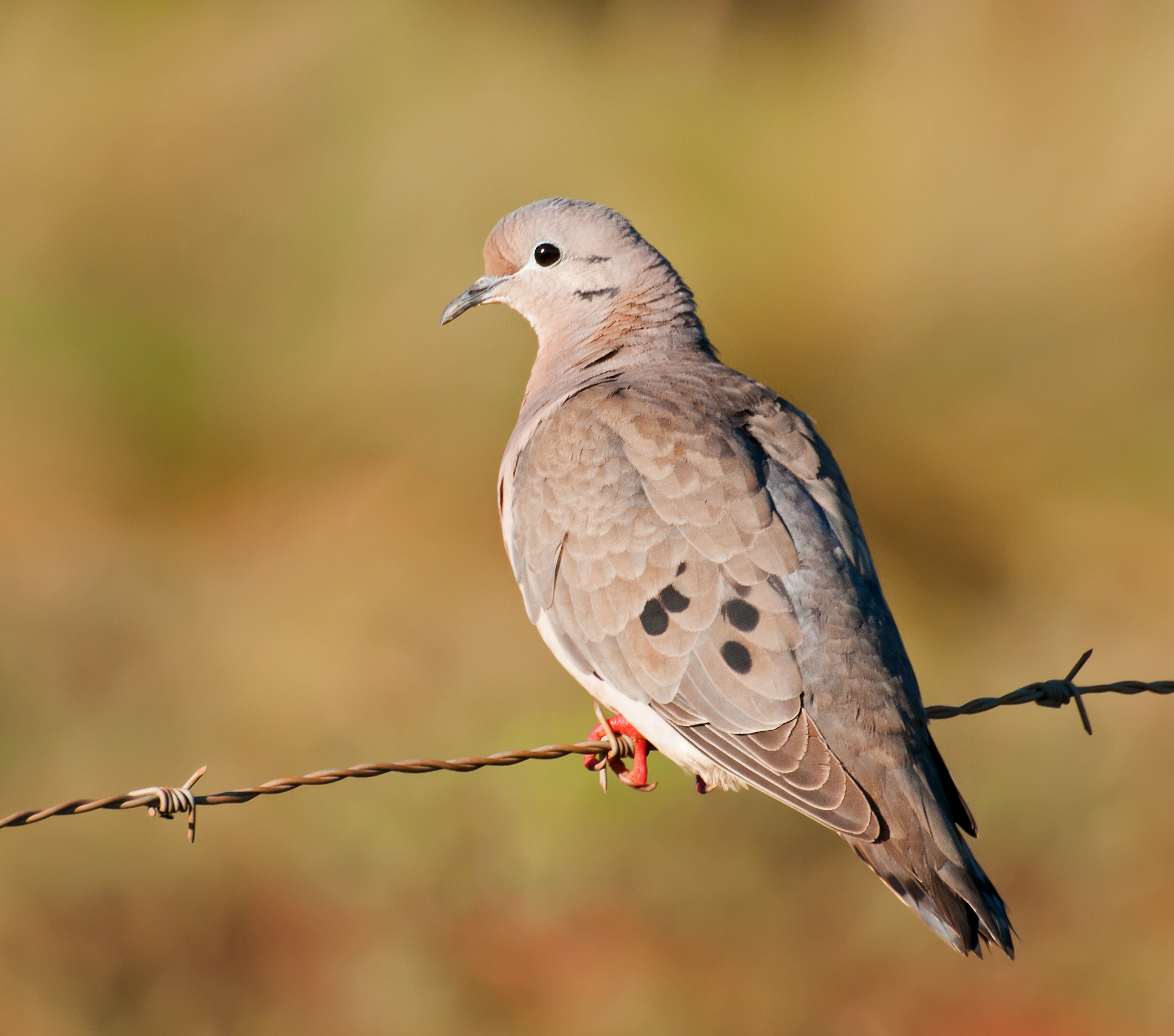
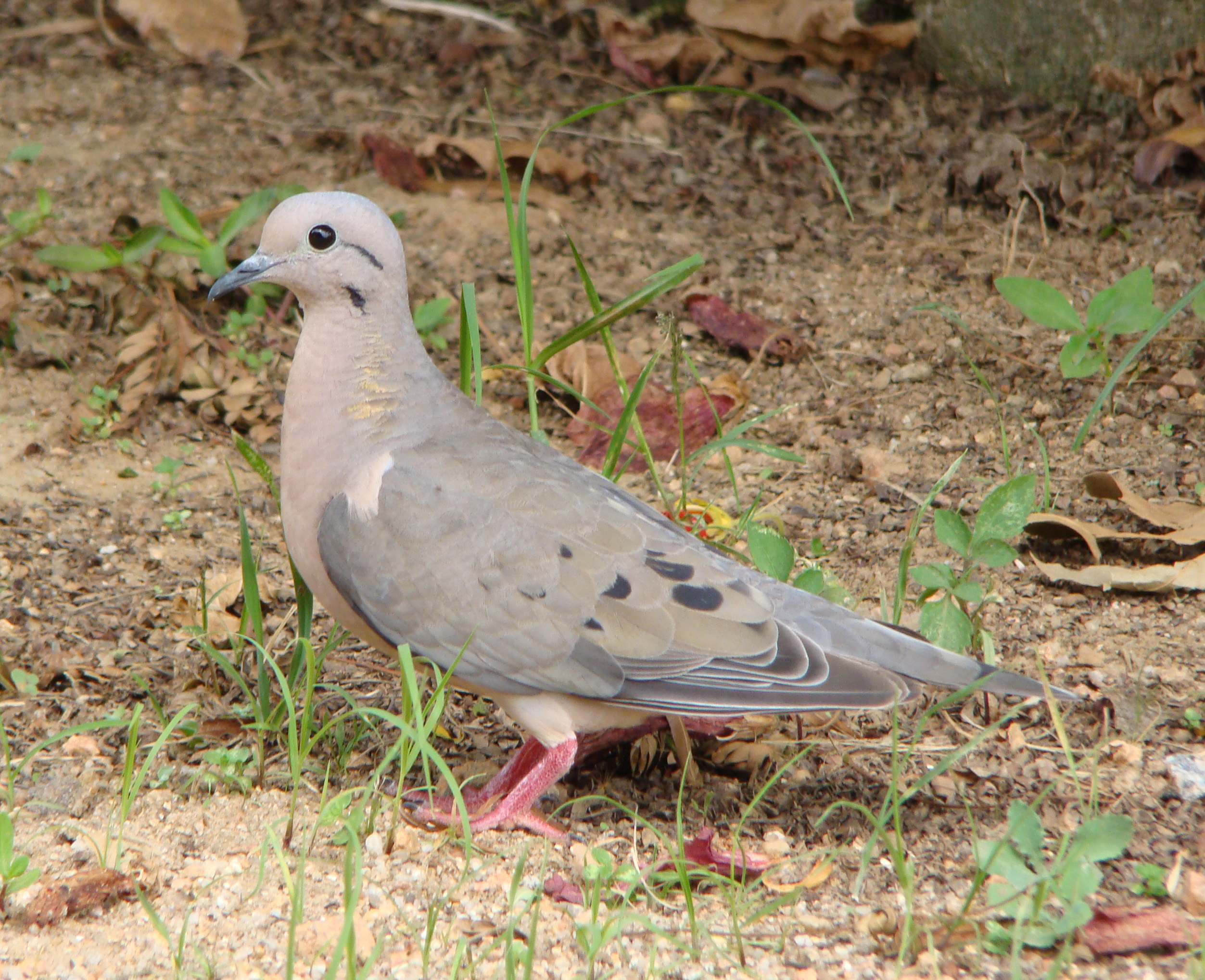
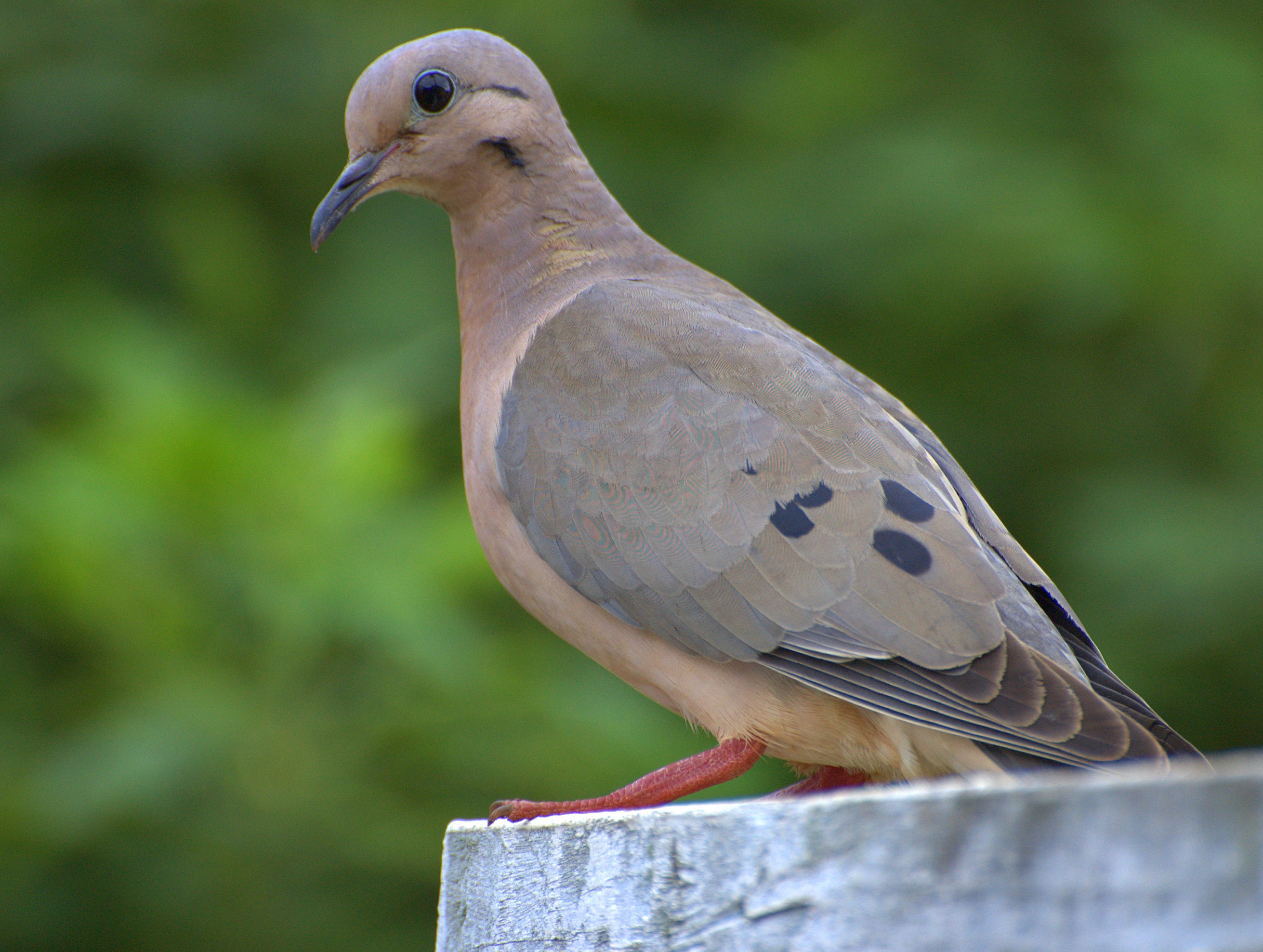